# 汪文桂
汪文桂（？—？），初名文桢，字周士，一字鸥亭，桐乡人，清代文學家。

## 生平
祖上為安徽休宁县望族，祖父汪可镇自安徽迁至桐乡。文桂早年為岁贡生，与弟汪森、汪文柏皆有时名，世称汪氏三子。官至内阁中书。文柏兄弟好藏書，文柏有古香樓，文桂有裘杼樓，汪森有碧巢書屋。康熙四十七年（1708年）桐鄉旱澇成災，文桂立藥局救濟饑民。著有《鸥宁漫稿》、《西湖近咏》、《国朝诗风》、《六州喷饭集》等。